# Contea di Midland (Texas)
La contea di Midland in inglese Midland County è una contea dello Stato del Texas, negli Stati Uniti. La popolazione al censimento del 2010 era di 136 872 abitanti. Il capoluogo di contea è Midland. È stata creata nel 1885.
La Contea di Midland ha dato i natali al criminale, detenuto di Alcatraz, James C. Lucas.

## Geografia fisica
| Anno | Popolazione | ±%     |
| ---- | ----------- | ------ |
| 1890 | 1,033       | Note:  |
| 1900 | 1,741       | 68.5%  |
| 1910 | 3,464       | 99.0%  |
| 1920 | 2,449       | −29.3% |
| 1930 | 8,005       | 226.9% |
| 1940 | 11,721      | 46.4%  |
| 1950 | 25,785      | 120.0% |
| 1960 | 67,717      | 162.6% |
| 1970 | 65,433      | −3.4%  |
| 1980 | 82,636      | 26.3%  |
| 1990 | 106,611     | 29.0%  |
| 2000 | 116,009     | 8.8%   |
| 2010 | 136,872     | 18.0%  |

Secondo l'Ufficio del censimento degli Stati Uniti d'America la contea ha un'area totale di 902 miglia quadrate (2340 km²), di cui 900 miglia quadrate (2300 km²) sono terra, mentre 1,8 miglia quadrate (4,7 km², corrispondenti allo 0,2% del territorio) sono costituiti dall'acqua. Nella contea si trova il terzo giacimento più grande degli Stati Uniti d'America, il Spraberry Trend.

### Strade principali
- Interstate 20
- State Highway 121
- State Highway 121
- State Highway 121
- State Highway 121
- State Highway 121

### Contee adiacenti
- Martin County (nord)
- Glasscock County (est)
- Upton County (sud)
- Ector County (ovest)
- Andrews County (nord-ovest)
- Reagan County (sud-est)

## Comunità

### City
- Midland‡
- Odessa‡

### Comunità non incorporate
- Chub •
- Greenwood •
- Midkiff

### Città fantasma
- Dameron City •
- Germania •
- Slaughter

Note = ‡Questa località ha anche parte del territorio nella contea adiacente (o nelle contee adiacenti)